# Human Torch
Johnny Storm, beter bekend als Human Torch (in het Nederlands De Toorts) is een fictieve superheld uit de strips van Marvel Comics. Hij is een van de vier originele leden van de superheldengroep de Fantastic Four.
Net als de andere Fantastic Four-leden is the Human Torch een creatie van Stan Lee en tekenaar Jack Kirby. Hij verscheen voor het eerst in Marvel Comics #1 (oktober 1939).
Niels Croiset is de huidige stem van Human Torch. Voorheen Florus van Rooijen.

## Geschiedenis
Johnny Storm en zijn oudere zus Susan Storm zijn beide geboren op Long Island als de kinderen van een arts. Na de dood van hun moeder belandde haar vader in de gevangenis vanwege een moord. Johnny en Susan werden opgevangen door hun tante.
Johnny ontwikkelde een grote interesse in auto’s, ondanks dat zijn moeder bij een auto-ongeluk omkwam, en werd al op jonge leeftijd een goede monteur. Hoewel hij nog een tiener was redde hij ooit twee van zijn vrienden uit een brandend gebouw. Vanwege zijn voorliefde voor gevaar en avontuur werd hij bijna gekozen als gastlichaam voor de demonische Zarathos, de Ghost Rider.
Uiteindelijk ging hij samen met zijn zus, haar vriend Reed Richards en testpiloot Ben Grimm mee aan boord van Reeds experimentele ruimteschip. Blootstelling aan een hoge dosis kosmische straling veranderde Johnny in een levende vuurbal. Hij gaf zichzelf de naam The Human Torch (vernoemd naar de Human Torch uit de Tweede Wereldoorlog) en werd lid van de door Reed Richards opgerichte Fantastic Four. Reed ontwikkelde een speciaal pak van onstabiele moleculen dat zich aanpaste aan Johnnys krachten, waardoor dit pak niet verbrandde als hij zelf in brand vloog.
Johnny bewees zichzelf als een onmisbaar lid van het team. Toch verliet hij het team een paar maal. Ook wisselden hij en zijn zus tijdelijk van krachten waarna hij zichzelf tijdelijk "the Invisible Man" noemde.

## Karakter
Johnny is het jongste lid van de Fantastic Four. Ten tijde van het ongeluk in de ruimte was hij nog een tiener. Hij is een waaghals en avonturier eerste klas, in tegenstelling tot zijn mede-teamgenoten.

## Krachten
Johnnys superkrachten zijn allemaal gebaseerd op vuur. Hij kan zichzelf geheel omgeven met vlammen, en ook kan hij vuur manipuleren. Hij kan vuur afschieten als een bal van superhete plasma en zijn vlammen manipuleren tot verschillende vormen, temperaturen en effecten. Hij is ook in staat vuur te absorberen en zo branden te doven.
Johnny is verder in staat om te vliegen met snelheden tot rond de geluidssnelheid. Zijn lichaam produceert hierbij genoeg hitte om projectielen die hem naderen te verdampen. Het is al bekend dat hij rotsen, kogels en stalen balken in een fractie van een seconde kan doen verdampen. Deze hitte werkt echter alleen tot vlak rond zijn lichaam.
Het sterkste wapen van de Human Torch is de "Nova Flame", die een temperatuur van 1.000.000 graden kan bereiken.
Johnnys krachten worden echter beperkt door de hoeveelheid zuurstof in zijn omgeving. Ook grote hoeveelheden water en vacuüm-ruimtes maken hem machteloos. Zijn bescherming tegen vuur werkt niet tegen magische vlammen zoals hellevuur.

## Solocarrière
Naast 'het Ding' is de Human Torch de enige van de Fantastic Four die ook een eigen stripserie heeft gekregen. Dit gebeurde in het stripblad Strange Tales. Ook werkte hij regelmatig samen met Spider-Man.

## Films
- In de eerste Fantastic Four-film uit 1994 werd Johnny Storm gespeeld door acteur Jay Underwood. Deze film is nooit uitgebracht.
- In de Fantastic Four-film uit 2005 en diens sequel Fantastic Four: Rise of the Silver Surfer speelde acteur Chris Evans de rol van Johnny Storm.
- In de Fantastic Four-film uit 2015 wordt de rol vertolkt door Michael B. Jordan. In deze film is Johnny Storm derhalve een afro-Amerikaan. Susan Storm is in deze film dan ook niet zijn biologische zus maar een adoptiezus.

### Marvel Cinematic Universe
Een variant van Johnny Storm / Human Torch verscheen in de Void van het Marvel Cinematic Universe in de derde film Deadpool film Deadpool & Wolverine uit 2024. Deze variant komt uit de films Fantastic Four (2005) en Fantastic Four: Rise of the Silver Surfer (2007). Chris Evans die hierin Johnny Storm speelde, hernam voor deze film zijn rol. Aangezien Evans Captain America speelde, een van de hoofdrollen van het Marvel Cinematic Universe, werd de onthulling in de film uitgevoerd als een grap.
De Fantastic Four werden later als groep geïntroduceerd in The Fantastic Four: First Steps (2025), in een alternatief universum van de primaire tijdlijn in het Marvel Cinematic Universe. Deze versie van Johnny Storm werd vertolkt door Joseph Quinn. Deze versie van Johnny Storm is onder andere te zien in de volgende film:
- The Fantastic Four: First Steps (2025)

## Ultimate Human Torch
In de Ultimate Marvel versie van de Fantastic Four is Johnny Storm een tiener met een kort lontje, een zwak voor mooie vrouwen en de houding van een rockster. Hij raakte samen met zijn zus, Reed Richards en Ben Grimm betrokken bij het uittesten van Reeds experimentele teleportatiemachine, wat hem zijn bekende superkrachten gaf.
Johnny’s krachten wakkeren zijn persoonlijkheden alleen maar verder aan. Zijn superkrachten hebben soms ook nadelige gevolgen voor Johnny zelf wanneer hij zijn eigen lichaamsvet verbrandt als extra brandstof. Hij vindt het idee van een superheld worden maar al te gaaf en kan ook niet wachten tot hij oud genoeg is om zich bij The Ultimates aan te sluiten.